# Aper (Prätorianerpräfekt Numerians)
(Lucius Flavius?) Aper († 284) war römischer Prätorianerpräfekt in den 280er Jahren und angeblicher Mörder des Kaisers Numerian.

## Laufbahn
Ein Mann mit dem Namen Lucius Flavius Aper durchlief in den 260er und 270er Jahren eine Laufbahn in der römischen Provinzialverwaltung. Er war zwischen 260 und 268 Praepositus der Legio V Macedonica und der Legio XIII Gemina, später erhielt er den Rangtitel vir perfectissimus und wurde – wohl im Jahr 270 – Praeses von Pannonia inferior. Als solcher unterstützte er vermutlich auch Kaiser Aurelian bei der Abwehr der Einfälle der Vandalen in die von ihm verwaltete Provinz. Zumeist wird angenommen, dass diese Person mit dem Prätorianerpräfekten der 280er Jahre identisch ist, der nur unter dem Namen „Aper“ bekannt ist, obwohl es für diese Gleichsetzung keine sicheren Hinweise gibt.
Das Jahr des Amtsantritt dieses Prätorianerpräfekten ist ebenso wenig bekannt. Möglicherweise war er bereits unter Kaiser Carus (regierte 282–283) Prätorianerpräfekt. Sicher belegt ist Aper erst unter dessen Sohn Numerian, der nach dem Tod des Vaters gemeinsam mit seinem Bruder Carinus das Reich regierte. Er wurde Numerians Schwiegervater und ein enger Berater, wird aber in den Quellen nachträglich sehr negativ beurteilt.

## Mord an Numerian
Mehreren antiken Berichten zufolge soll Aper 284 bei Perinth Numerian ermordet haben, als die beiden mit dem Heer vom Perserkrieg zurückkehrten, um selbst die Macht antreten zu können. Allerdings wurde auch in Betracht gezogen, dass es sich dabei nur um Gerüchte handelt und der Herrscher in Wirklichkeit eines natürlichen Todes gestorben ist, zumal er bereits einige Zeit vorher an einem Augenleiden gelitten haben soll.
Der Tod des Kaisers wurde den Quellen zufolge erst publik, nachdem dieser mehrere Tage nicht gesehen worden war und die Soldaten nach seinem Wohlbefinden zu fragen begannen. Aper soll auf den Gesundheitszustand Numerians verwiesen haben, durch den es diesem nicht möglich sei, die abgedunkelte Sänfte zu verlassen. Diese Geheimhaltung des Todes rückte ihn in ein besonders schlechtes Licht, als der Verwesungsgestank der Leiche den Tod des Numerian schließlich doch zu verraten begann. Es lag nun nahe, das Verhalten des Prätorianerpräfekts damit zu erklären, dass dieser die Soldaten nicht beunruhigen wollte, um seine eigene Machtposition zunächst zu konsolidieren bzw. auszubauen. Die Soldaten sollen Aper vor das Generalszelt gezerrt und eine Versammlung einberufen haben.
Schließlich wurde Diokletian zum neuen Kaiser bestimmt. Der Historia Augusta zufolge wurde er gefragt, wie Numerian getötet wurde, stand also vielleicht selbst im Verdacht des Mordes oder zumindest der Mitwisserschaft. Daraufhin habe er Aper beschuldigt, alleine für den Anschlag verantwortlich zu sein, mit dem Schwert auf ihn gezeigt und dann damit durchstoßen. Aurelius Victor berichtet, der neue Herrscher habe sein Schwert zur Sonne gerichtet und dem Sonnengott geschworen, weder von dem Mord gewusst noch selbst nach der Macht gestrebt zu haben, woraufhin er Aper getötet habe.